# Filles de saint Joseph de Caburlotto
Les Filles de saint Joseph de Caburlotto (en latin : Instituti Filiarum a S. Ioseph) sont une congrégation religieuse féminine enseignante de droit pontifical.

## Historique
La congrégation est fondée le 30 avril 1850 à Venise par le père Louis Caburlotto (1817-1897) avec l'aide de Marie Vendramin (1822-1902) pour l'éducation morale des filles abandonnées. Il est reconnu de droit diocésain par le patriarche de Venise le 10 août 1857. 
L'institut obtient le décret de louange le 28 novembre 1866 ; ses constitutions religieuses sont approuvées provisoirement par le Saint-Siège le 1er mars 1911 et définitivement le 7 mai 1927.

## Activités et diffusion
Les sœurs se dédient à l'enseignement des jeunes.
Elles sont présentes en:
- Europe : Italie.
- Amérique : Brésil.
- Afrique : Kenya.
- Asie : Philippines.

La maison-mère est à Venise.
En 2017, la congrégation comptait 186 sœurs dans 28 maisons.